# Takahiro Futagava
Takahiro Futagava (japonsko 二川 孝広), japonski nogometaš in trener, * 27. junij 1980.
Za japonsko reprezentanco je odigral eno uradno tekmo.